# Нанагри
Нана́гри (рос. Нанагры) — селище у складі Могочинського району Забайкальського краю, Росія. Входить до складу Сбегинського сільського поселення.

## Населення
Населення — 65 осіб (2010; 80 у 2002).
Національний склад (станом на 2002 рік):
- росіяни — 99 %